# 참굴
참굴은 굴과의 연체동물이다. 왼쪽 껍데기로 바위 등에 부착하며, 오른쪽 껍데기는 좀 작고 볼록해지는 정도로 작다. 두 껍데기의 연결부는 검은 인대(靭帶)로 닫혀 있다.
굴은 평상시 껍데기가 약간 열린 상태로 있다가 적이 나타나면 껍데기 안의 조개관자라는 강한 근육으로 급히 닫는다. 적이 사라질 때까지 껍데기를 닫고 있다. 생식시기에는 암수가 뚜렷하며 웅성이 강해진 개체로 되었다가 다음에 자성이 강해진 개체로 되는 교대성의 암수한몸이다. 굴은 1년에 약 5억 개의 알을 낳는다. 암컷이 바닷물 속으로 알을 뿌리면 수컷이 정자를 방출시켜 수정이 이루어진다. 산란하기에 적당한 온도는 22-25 °C이고 부화한 유생은 벨리저유생이 되어 부유생활을 하며, 20일쯤 지나면 부착생활에 들어간다.

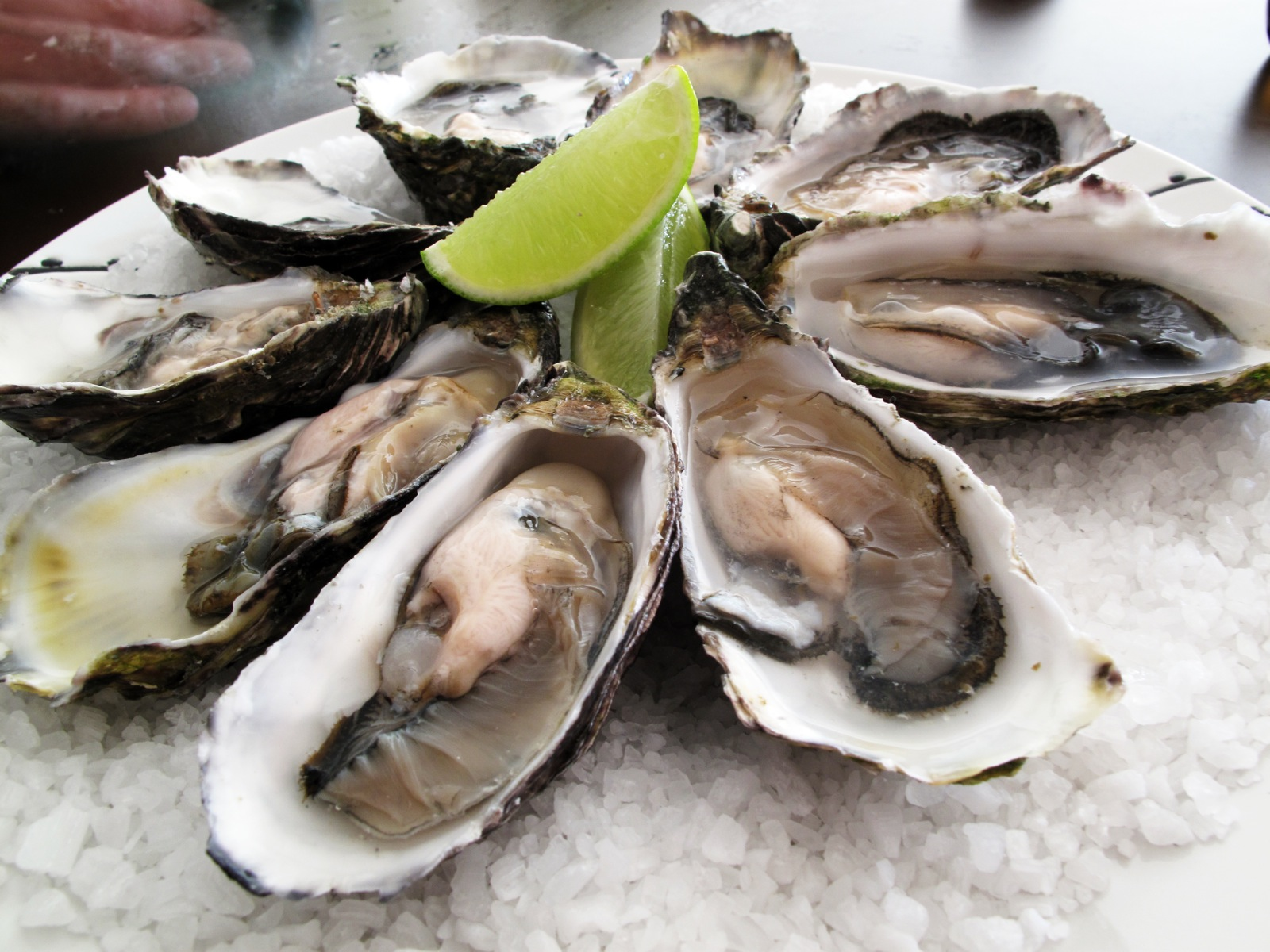

참굴은 비교적 농도가 낮은 조간대의 바위 등에 부착한다. 먹이는 플랑크톤이며 입수공(入水孔)에서 해수와 함께 흡입하여 아가미에서 여과시켜 취하는데 그 중 규조류가 가장 많다. 굴의 천적은 게·불가사리·복족류·검은머리물떼새 등이다. 굴은 사람에게 인기가 높은 해산물로서 많은 양식이 이루어지고 있다.